# Избище (Туринский сельсовет)
Избище (бел. Iзбішча) — деревня в Пуховичском районе Минской области. Входит в состав Туринского сельсовета.

## Географическое положение
Находится в примерно 11 километрах от райцентра и в 14 километрах от железнодорожной станции Пуховичи на линии Минск—Осиповичи, на автодороге Червень—Марьина Горка. С южной стороны к деревне примыкает заболоченная лощина, поросшая кустарником.

## История
По состоянию на конец XVIII века деревня входила в состав Игуменского уезда Минской губернии, являлась шляхетской собственностью. На 1870 год относилась к Пуховичской волости, тогда здесь насчитывалось 18 душ мужского пола. Согласно переписи населения Российской империи 1897 года, насчитывала 11 дворов, где проживали 85 человек. На начало XX века в деревне было 15 дворов, 111 жителей, на 1917 год 16 дворов, 112 жителей (60 мужчин и 52 женщины). С февраля по декабрь 1918 года деревня была оккупирована немцами, с августа 1919 по июль 1920 — поляками. 20 августа 1924 года вошла в состав вновь образованного Туринского сельсовета Пуховичского района (с 20 февраля 1938 — Минской области). На 1940 год в Избище насчитывалось 23 дома, проживал 121 человек. В период Великой Отечественной войны деревня была оккупирована немецко-фашистскими захватчиками в конце июня 1941 года. В лесах в окрестностях деревни развернули активную деятельность партизаны. В феврале-марте 1944 года немцы полностью сожгли деревню, убив одного из её жителей. Местность была освобождена в начале июля 1944 года, вскоре после войны деревня была восстановлена. На 1960 год посёлок, где проживали 74 человека[уточнить]. По состоянию на 2002 год Избище входило в состав Туринского сельсовета и относилось к колхозу «Знамя коммунизма» (бел. Сцяг камунізму), здесь было 6 круглогодично обитаемых дворов, 10 постоянных жителей. На 2007 год при таком же количестве дворов в Избище оставалось 8 жителей. В 2010 году 7 дворов, 11 жителей. На 2013 год деревня относилась к СПК «Турин», годом ранее здесь насчитывалось 6 круглогодично жилых домов, 10 постоянных жителей.

## Население
- 1897 — 11 дворов, 85 жителей
- начало XX века — 15 дворов, 111 жителей
- 1917 — 16 двора, 112 жителей
- 1926 —
- 1940 — 23 двора, 121 житель
- 1960 — 74 жителя
- 2002 — 6 дворов, 10 жителей
- 2007 — 6 дворов, 8 жителей
- 2010 — 7 дворов, 11 жителей
- 2012 — 6 дворов, 10 жителей
- 2019 —